# Slunečná
Slunečná (deutsch Sonneberg) ist eine Gemeinde des Okres Česká Lípa in der Region Liberec im Norden der Tschechischen Republik und liegt etwa fünf Kilometer südwestlich von Nový Bor (Haida) und zweieinhalb Kilometer westlich von Skalice (Langenau) am Südwesthang eines markanten bewaldeten Bergkammes, von dessen Gipfeln der Kameník (Steinberg, Wolfsberg) der höchste ist.

## Geschichte
Die ersten Eintragungen des Ortes gibt es in Dokumenten aus dem Jahre 1597. Das Dorf selbst wurde jedoch erst im Jahre 1606 erwähnt. Ein Teil des Ortes, der zu Horní Libchava gehörte, wurde im Jahre 1611 von Jan von Wartemberg an Dorota Berka verkauft, und diese verkaufte ihn weiter an Heinrich Penzig von Penzig. Diesem wurde der Besitz jedoch nach der Schlacht auf dem Weißen Berg konfisziert; im Jahre 1623 erwarb ihn der spätere Großprior des Malteserordens Wilhelm Wratislaw von Mitrowitz. Der andere Teil, der zum Herrensitz Neuschloss gehörte, wurde Herrn Johannes von Wartenberg konfisziert und an Albrecht von Waldstein verkauft. Seine Tochter heiratete im Jahr 1654 Rudolf Kaunitz; dieses Geschlecht besaß diesen Gemeindeteil bis ins 20. Jahrhundert.
Im Jahre 1847 zählte der Ort beinahe 100 Häuser mit Konskriptionsnummern, wobei Sonnebenberg der Mitte des 19. Jahrhunderts eine Gemeinde im Gerichtsbezirk Haida bzw. im Bezirk Böhmisch Leipa bildete. Kurz vor dem Zweiten Weltkrieg lebten hier 323 Einwohner, darunter 30 Kugler, 7 Schleifer, 6 Gürtler und 1 Glasmaler, die in ihren häuslichen Werkstätten Glas aus den Hütten in Skalice (Langenau) und Nový Bor (Haida) veredelten.
Nach dem Zweiten Weltkrieg sank die Einwohnerzahl erheblich. Heute leben hier nur noch etwa 60 Menschen; die Gemeinde hat den Charakter eines überwiegend der Erholung dienenden Ortes. Nach 1960 wurden dort viele Erholungsobjekte errichtet.
An der Entwicklung der Gemeinde hatten Johann Georg Jirschik und Josef Jirschik mit beträchtlichen Finanzbeiträgen großen Anteil. Im Jahre 1832 vermachte Johann Georg Jirschik einen Geldbetrag für den Bau der Mariä-Himmelfahrt-Kirche, die in den Jahren 1846–1850 errichtet wurde. Josef Jirschik trug ebenso mit einem Finanzbetrag zum Bau der Schule bei.
Der bekannte tschechische Schauspieler Vlastimil Brodský (1920–2002) hat hier seine letzten Lebensjahre verbracht und wurde hier auch beerdigt.